# جازیه
جازیه (به عربی: الجازیة) یک شهرداری در الجزایر است که در استان ام‌البواقی واقع شده‌است. جازیه ۳٬۳۱۸ نفر جمعیت دارد.